# Ташдемир, Эмре
Эмре Ташдемир (тур. Emre Taşdemir; 8 августа 1995, Анкара, Турция) — турецкий футболист, защитник клуба «Пендикспор». Выступал за сборную Турции.

## Клубная карьера
Ташдемир — воспитанник клубов «Туранспор», «Османлыспор» и «Анкарагюджю». 3 марта 2013 года в матче против «Буджаспора» он дебютировал в Первой лиге Турции в составе последнего. По итогам сезона клуб вылетел во Вторую лигу, но Эмре остался в команде. Летом 2014 года его контракт истёк и он подписал соглашение с «Бурсаспором». 29 октября 2014 года в поединке Кубка Турции против «Тепечикспора» он дебютировал за новую команду. 3 января 2015 года в матче против «Акхисар Беледиеспор» он дебютировал в турецкой Суперлиге. 10 декабря 2016 года в поединке против «Бешикташа» он забил свой первый гол за «Бурсаспор».
В начале 2019 года Ташдемир перешёл в «Галатасарай». 19 января в матче против своего родного клуба «Анкарагюджю» он дебютировал за новую команду.

## Международная карьера
8 июня 2015 года в товарищеском матче против сборной Болгарии Ташдемир дебютировал за сборную Турции.